# Вильярроэль, Мойсес
Мойсе́с Ферми́н Вильярроэ́ль Айя́ла (исп. Moisés Fermín Villarroel Ayala; род. 12 февраля 1976, Винья-дель-Мар, Чили) — чилийский футболист, защитник, известный по выступлениям за клубы «Сантьяго Уондерерс», «Универсидад де Чили» и сборную Чили. Участник чемпионата мира 1998 года.

## Клубная карьера
Вильярроэль начал карьеру в клубе «Сантьяго Уондерерс». В 1995 году он дебютировал за команду во втором дивизиона Чили. По окончании первого сезона Мойсес помог «Уондерерс» вернуться в чилийскую Примеру. В 1998 году он вновь вылетел вместе с командой, но остался в клубе и помог Сантьяго вернуться обратно. В 2001 году Вильярроэль впервые стал чемпионом Чили. В следующем сезоне он дебютировал в Кубке Либертадорес. Летом того же года он перешёл в «Коло-Коло». В составе новой команды Мойсес пять раз выиграл первенство Чили. В 2008 году он вернулся в родной «Сантьяго Уондерерс».

## Международная карьера
29 апреля 1997 года в матче против сборной Венесуэлы Мойсес дебютировал за сборную Чили. В том же году он принял участие в Кубке Америки.
В 1998 году Вольярроэль попал в заявку сборной на участие в Чемпионате мира во Франции. На турнире он принял участие в матчах против команд Камеруна, Австрии и Италии.
В 1999 году Мойсес во второй раз сыграл на Кубке Америки. Через два года он вновь принял участие в розыгрыше трофея. На турнире Вильярроэль сыграл в матчах против сборных Эквадора и Венесуэлы.
В 2004 году Мойсес в четвёртый отправился на Кубок Америки. На этот раз на поле он появился только в поединке против команды Бразилии.

## Достижения
Командные
 «Сантьяго Уондерерс»
- Чемпионат Чили по футболу — 2001

 «Коло-Коло»
- Чемпионат Чили по футболу — Апертура 2006
- Чемпионат Чили по футболу — Клаусура 2006
- Чемпионат Чили по футболу — Клаусура 2007
- Чемпионат Чили по футболу — Клаусура 2008